# Elección al Senado de los Estados Unidos en Dakota del Sur de 2020
La Elección al Senado de los Estados Unidos en Dakota del Sur se llevó a cabo el 3 de noviembre de 2020, para elegir a un miembro del Senado de los Estados Unidos para representar al Estado de Dakota del Sur, al mismo tiempo que las elecciones presidenciales de los Estados Unidos de 2020, así como otras elecciones al Senado de los Estados Unidos en otros estados, elecciones a la Cámara de Representantes de los Estados Unidos y diversas elecciones estatales y locales.
El senador republicano en ejercicio, Mike Rounds, fue reelegido para un segundo mandato.

## Elección general

### Predicciones
| Fuente                | Clasificación | Desde                  |
| --------------------- | ------------- | ---------------------- |
| Cook Political Report | Sólido        | 29 de octubre de 2020  |
| Inside Elections      | Sólido        | 28 de octubre de 2020  |
| Sabato's Crystal Ball | Sólido        | 2 de noviembre de 2020 |
| 270toWin              | Sólido        | 2 de noviembre de 2020 |
| Político              | Sólido        | 2 de noviembre de 2020 |

### Encuestas
| Fuente de la encuesta    | Fecha(s) de realización  | Tamaño de muestra | Margen de error | Mike Rounds (R) | Dan Ahlers (D) | Otro Indecisos |
| ------------------------ | ------------------------ | ----------------- | --------------- | --------------- | -------------- | -------------- |
| Nielson Brothers Polling | 24-28 de octubre de 2020 | 479 (LV)          | ± 4.48%         | 56%             | 39%            | 5%             |

### Resultados
| Elección al Senado de los Estados Unidos en Dakota del Sur de 2020 | Elección al Senado de los Estados Unidos en Dakota del Sur de 2020 | Elección al Senado de los Estados Unidos en Dakota del Sur de 2020 | Elección al Senado de los Estados Unidos en Dakota del Sur de 2020 | Elección al Senado de los Estados Unidos en Dakota del Sur de 2020 | Elección al Senado de los Estados Unidos en Dakota del Sur de 2020 |
| Partido                                                            | Partido                                                            | Candidato/a                                                        | Votos                                                              | %                                                                  |                                                                    |
| ------------------------------------------------------------------ | ------------------------------------------------------------------ | ------------------------------------------------------------------ | ------------------------------------------------------------------ | ------------------------------------------------------------------ | ------------------------------------------------------------------ |
|                                                                    | Republicano                                                        | Mike Rounds (titular)                                              | 276,232                                                            | 65.7%                                                              |                                                                    |
|                                                                    | Demócrata                                                          | Dan Ahlers                                                         | 143,987                                                            | 34.2%                                                              |                                                                    |
| Total                                                              | Total                                                              | Total                                                              | 420,219                                                            | 100.0%                                                             |                                                                    |
| Margen de victoria                                                 | Margen de victoria                                                 | Margen de victoria                                                 | 132,245                                                            | 31.5%                                                              |                                                                    |
|                                                                    | Control Republicano                                                |                                                                    |                                                                    |                                                                    |                                                                    |